# Status Grand Prix
Status Grand Prix war ein Motorsport-Team, das mit kanadischer Lizenz fuhr. Von 2005 bis 2015 nahm es an der A1GP, der GP3-Serie und der GP2-Serie teil.

## Geschichte
Status Grand Prix wurde 2005 gegründet. Sitz des Teams war das englische Silverstone. Gründer waren Mark Gallagher, Dave Kennedy, John Hynes und Teddy Yip junior. Der in Nordirland geborene Gallagher war vor seinem Engagement bei Status Manager des Formel-1-Teams Jordan gewesen, Kennedy ist ein ehemaliger Rennfahrer aus Irland. Der in Kanada lebende Unternehmer Teddy Yip Jr. ist der jüngste Sohn von Teddy Yip, einem 2003 verstorbenen Geschäftsmann, der vor allem in Macau und Hongkong tätig war und in den 1970er- und 1980er-Jahren ein eigenes Motorsportteam namens Theodore Racing unterhalten hatte. Theodore Racing und das ebenfalls mit Yip verbundene Team Shadow waren die einzigen Rennställe, mit denen Dave Kennedy bei Formel-1-Rennen angetreten war (1980). 
Die Gründung von Status Grand Prix erfolgte mit Blick auf die 2005 neu etablierte Motorsportserie A1GP, in der sogenannte Nationalteams gegeneinander antraten. Status Grand Prix organisierte und betrieb während der gesamten Existenz der Serie das Irische A1GP-Team, das in der letzten 2008/2009 die Meisterschaft gewann. In einzelnen Jahren kamen weitere Nationalteams hinzu.
Status nahm seit der Einführung der GP3-Serie an dieser Meisterschaft teil. Im Oktober 2014 übernahm Status zudem den Startplatz des GP2-Teams Caterham Racing, eines Schwesterteams des inzwischen aufgelösten Formel-1-Teams Caterham F1. Ungeachtet der neuen Eigentumsverhältnisse trat das Team beim letzten Rennen der GP2-Saison 2014 noch unter der Bezeichnung Caterham an; 2015 hingegen ging es als Status Grand Prix an den Start.
Ende 2015 stellte Status den Rennbetrieb vollständig ein.

## Renngeschichte

### A1GP

#### Team Irland
In der A1GP-Saison 2005/06 waren 25 Nationalteams gemeldet. Das von Status betriebene Team Irland ging wechselweise mit den irischen Piloten Michael Devaney und Ralph Firman an den Start. Firman bestritt acht, Devaney drei Rennen. Das beste Ergebnis war Firmans dritter Platz beim Rennen auf dem portugiesischen Circuito do Estoril. Das Team Irland belegte am Saisonende Rang acht.
In der A1GP-Saison 2006/07 blieb Devaney im Team; Firman wurde durch den in Nordirland geborenen Richard Lyons ersetzt. In der Abschlusswertung fiel das Team auf Rang 19 zurück. Die besten Ergebnisse waren ein fünfter und ein sechster Rang von Lyons. Devaney wurde einmal Zehnter. 
In der dritten Saison (2007/08) kehrte Ralph Firman für die ersten zwei Rennen ins Team zurück, danach übernahm der Nordire Adam Carroll das Cockpit bis zum Saisonende. Carroll siegte einmal in Mexiko und wurde dreimal Dritter. In der Abschlusswertung belegte das Team Irland Rang sechs.
2008/09 war die letzte A1GP-Saison. Adam Carroll blieb im Team. Er gewann fünfmal und wurde dreimal Zweiter. Status gewann die Meisterschaft mit deutlichem Vorsprung auf das von DAMS geführte Schweizer Team.

#### Team Kanada

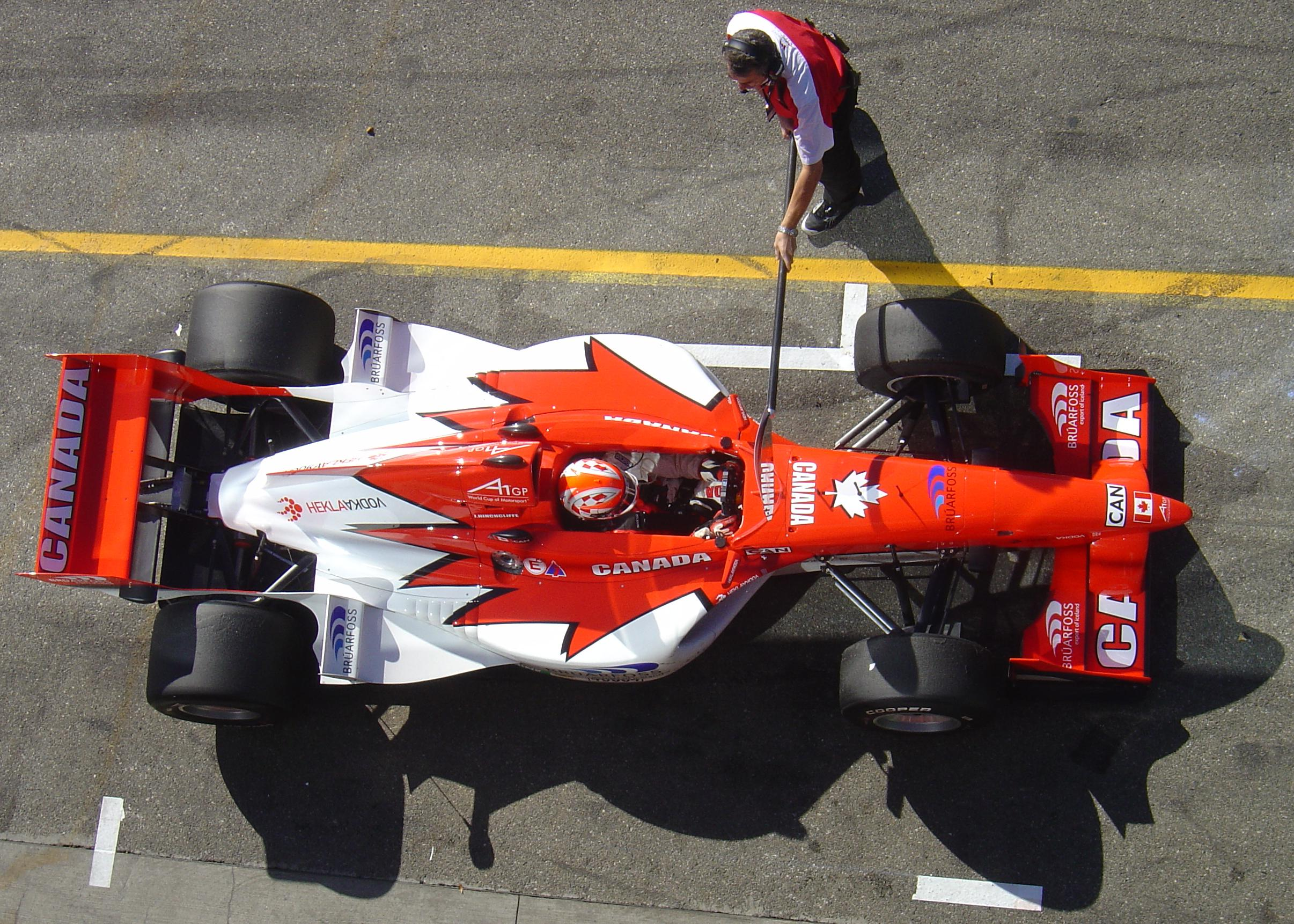
A1 Team Kanada (2007)

In der A1GP-Saison 2007/08 organisierte und betrieb Status neben dem Team Irland auch das kanadische Nationalteam, das in den beiden Jahren zuvor von John Village Automotive geleitet worden war. Im Laufe der Saison wechselten sich die kanadischen Rennfahrer James Hinchcliffe und Robert Wickens ab. Hinchcliffe erzielte keine Ergebnisse in den Punkterängen, während Wickens einen Lauf in Durban gewann und je zweimal Zweiter und Dritter wurde. Das kanadische Team erzielte insgesamt 19 Punkte weniger als das Team Irland und belegte am Jahresende Rang 9. In der folgenden Saison wurde das Team Kanada noch einmal gemeldet; es nahm aber nicht an den Rennen teil.

#### Team Niederlande
In der A1GP-Saison 2007/08 unterstützte Status außerdem das Team Niederlande, das in erster Linie von Jan Lammers’ Rennstall Racing for Holland geführt wurde. 

### GP3-Serie
Mit der Einführung der GP3 im Jahr 2010 wechselte Status in diese Serie. 
Das Team setzte im ersten Jahr drei Autos für Robert Wickens, Iwan Lukaschewitsch und Daniel Morad ein. Wickens gewann die Hauptrennen in Deutschland, Belgien und Italien und wurde dreimal Zweiter. In der Fahrerwertung belegte er den zweiten Platz hinter dem ART-Piloten Esteban Gutiérrez. Der Kanadier Morad gewann ein Sprintrennen und lag am Saisonende auf Rang 12. Lukaschewitsch erzielte keine Punkte. In der Teamwertung lag Status auf dem zweiten Platz hinter ART.
In der Saison 2011 trat Status mit Alexander Sims, António Félix da Costa und erneut mit Iwan Lukaschewitsch an. Sims war der beste Fahrer des Teams, er erzielte 34 Punkte. Er siegte im Sprintrennen in der Türkei und wurde im Hauptrennen in Silverstone Zweiter. In der Saisonmitte war er vorübergehend Gesamtführender der Fahrerwertung, konnte das Niveau aber nicht bis zum Jahresende halten. Letztlich belegte Sims Rang sechs der Fahrerwertung, da Costa kam mit 16 Punkten auf Rang 13. Lukaschewitsch erzielte wiederum keine Punkte. In der Teamwertung fiel Status auf den fünften Platz zurück.

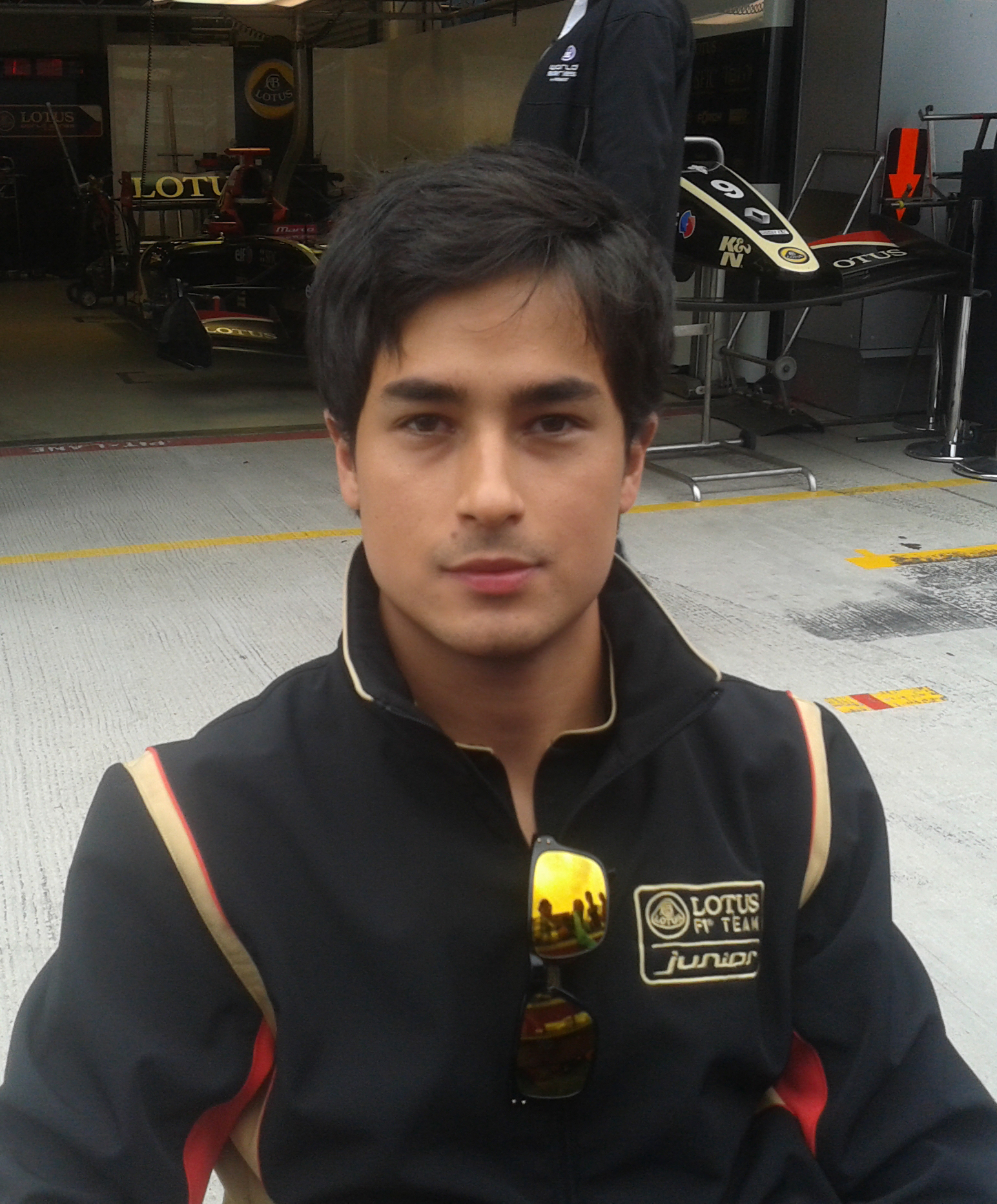
Marlon Stöckinger

2012 fuhr Status mit Marlon Stöckinger, Alice Powell und Kōtarō Sakurai. Stöckinger und Powell bestritten jeweils die komplette Saison, während Sakurai nach der ersten Saisonhälfte durch Lewis Williamson ersetzt wurde. Stöckinger war der erfolgreichste Fahrer des Teams. Er gewann den Sprint in Monaco und wurde beim Hauptrennen auf dem Circuit de Catalunya Zweiter. Stöckinger belegte in der Fahrerwertung zum Jahresende Rang 10. Sakurai kam bei seinen drei Rennen für Status nie ins Ziel. Williamson hingegen punktete viermal, er wurde mit 11 Punkten 17. der Fahrerwertung. Alice Powell kam nur einmal – beim Sprintrennen in Monza – in die Punkte; sie wurde 19. Status belegte in der Teamwertung Platz 6. 
2013 setzte Status Jimmy Eriksson, Josh Webster und Adderly Fong ein. Fong wurde nur für das Rennen auf dem Nürburgring durch Alexander Sims ersetzt. Sims erzielte hier das beste Ergebnis für das Team in diesem Jahr: Er wurde Zweiter beim Sprintrennen. Fong kam nur einmal in die Punkteränge, Eriksson und Webster gar nicht. 2013 fiel Status auf den neunten und letzten Platz der Teamwertung zurück.
In der Saison 2014 kam es bei Status zu einem sportlichen Comeback. Das Team belegte am Jahresende Platz drei der Teamwertung. Das war in erster Linie auf den Fahrer Nick Yelloly zurückzuführen, der bei jedem Rennen ins Ziel kam und mit nur einer Ausnahme immer punktete. Yellowly gewann 127 Punkte und wurde Sechster der Fahrerwertung. Sein Teamkollege Richie Stanaway siegte zweimal, wurde einmal Zweiter und zweimal Dritter. Er belegte am Jahresende Rang acht. Der dritte Status-Fahrer war Alfonso Celis Jr. Er kam nur einmal in den Punkterängen ins Ziel.
In der Saison 2015 ging Status mit Seb Morris, Alex Fontana und Sandy Stuvik an den Start. Am Ende der Saison lag Status Grand Prix mit 29 Punkten auf den letzten Platz der Teamwertung. Der Rennstall zog sich zum Saisonende aus der GP3-Serie zurück.

### GP2-Serie
Nach der Übernahme des ehemaligen Caterham-Teams tritt Status seit 2015 unter eigenem Namen in der GP2-Serie an. 
Stammfahrer waren in der Saison Marlon Stöckinger, der alle elf Rennen bestritt, sowie Richie Stanaway, der für die letzten beiden Rennen durch Oliver Rowland ersetzt wurde. Stanaway war der erfolgreichste Fahrer des Teams. Er gewann die Sprintrennen in Monaco und in Russland und belegte am Saisonende Rang 10 der Fahrerwertung. Stöcklinger kam bei keinem Rennen in die Punkte. Sein bestes Ergebnis war Platz 11 beim Hauptrennen in Bahrain. Auch Stanaways Ersatz Rowland erreichte bei seinen Einsätzen für Stratus keinen Punkterang.
Für die GP2-Saison 2016 meldete Stratus zwei Autos, ohne allerdings Fahrer zu benennen. Das Team trat allerdings nicht an.